# Софія Окуневська-Морачевська
Софі́я Атанасівна Окуне́вська-Мораче́вська (уроджена Окуневська, нім. Dr.in Sofia Okunewska-Moraczewska; 12 травня 1865, с. Довжанка, нині Тернопільський район — 24 лютого 1926, Львів) — українська лікарка, освітянка, феміністка та ерудитка. Перша випускниця університету та лікарка в Австро-Угорщині. Першою в Австро-Угорській Галичині використовувала променеву терапію проти онкології. Уперше в Західній Україні організувала курси для сестер милосердя й акушерок, співініціювала створення першої лікарської профспілки. Уклала словник української медичної термінології. Перша гінекологиня Галичини, яка відкрила власну лікарську практику, працюючи у Львові, Швейцарії, Чехії, австрійських таборах Першої світової.
Близька подруга Ольги Кобилянської, соратниця Наталії Кобринської, видавалася в «Першому вінку» (псевдо Єрина, оповідання «Пісок. Пісок!» і розвідка «Родинна неволя в піснях і обрядах весільних»).

## Життєпис
Народилася 12 травня 1865 року в с. Довжанка, нині Тернопільський район, Тернопільська область, Україна (тоді Тернопільського повіту, Королівство Галичини і Володимирії, Австрійська імперія) в сім'ї священика Атанаса Даниловича Окуневського (походив з давнього українського роду «Окунів»), який 1881 року успішно закінчив Віденський медичний університет і став доктором медицини. Тоді у житті стався переломний період, через який Атанас подався у науку. Працював на Буковині, куди дуже часто приїжджала Софія. Дядько Окуневський Кирило Данилович — один із перших українців, що здобули вищу фармацевтичну освіту.

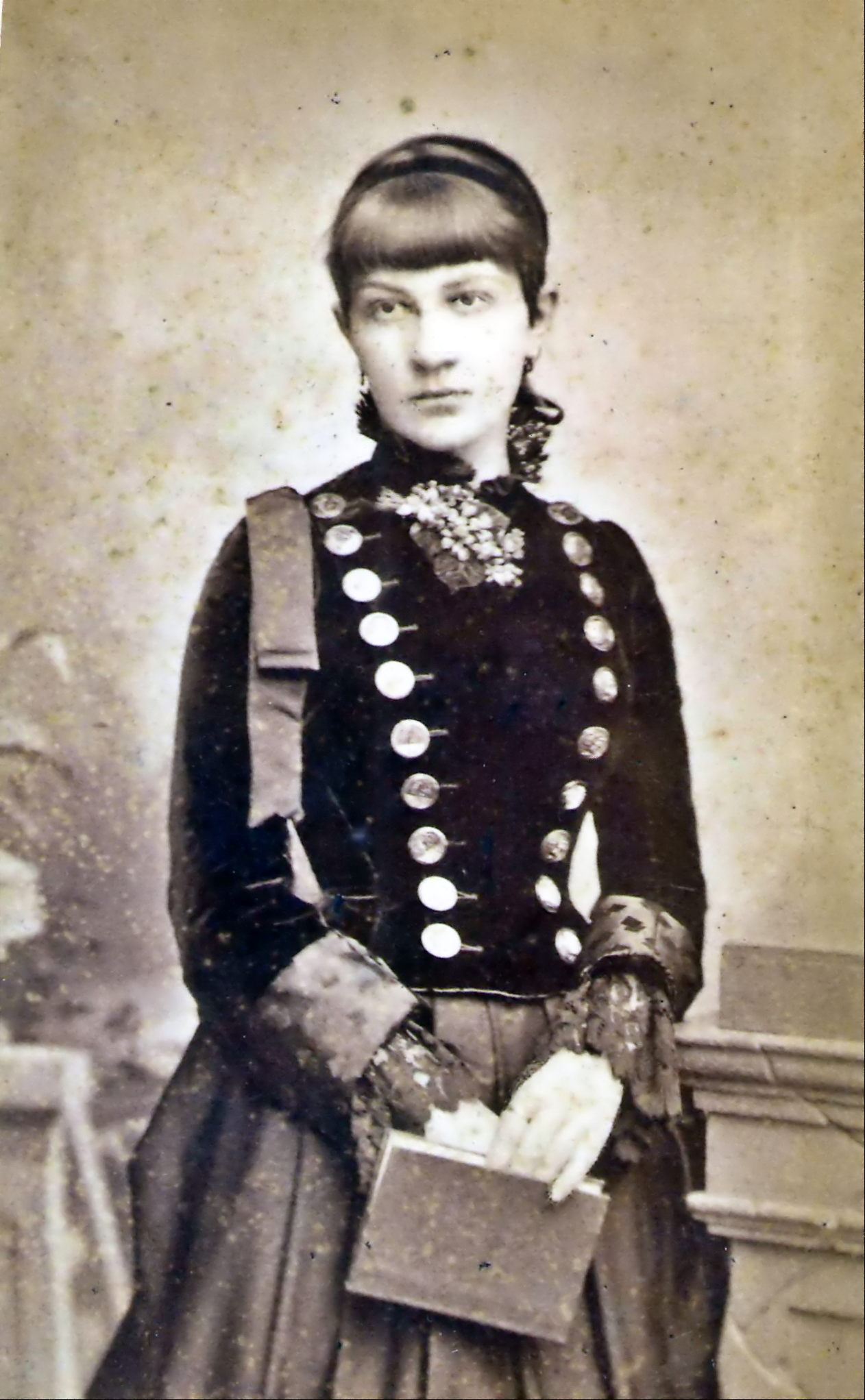
Софія Окуневська у молоді роки

1870-го року померла мати Софії — Кароліна Лучаківська. Відтоді Софія виховувалась у тітки — Теофілії Окуневської-Озаркевич, у родині Івана Озаркевича.

### Освіта
1884 року Окуневській вдалося отримати дозвіл на складання іспитів за гімназійний курс, і 1885 року вона їх блискуче склала при Львівській академічній гімназії, чим викликала сенсацію в усій Галичині (1886 року її закінчило лише 13 дівчат). Одним з її вчителів був філолог Юліан Кобилянський (брат Ольги Кобилянської), який був у захваті від здібностей талановитої дівчини.
Оскільки в Австро-Угорщині жінок не приймали до університетів, у 1887 році Софія та її своячка Наталія Кобринська вступили до вишу у Швейцарії. Кобринська на економіку, а Окуневська на медичний факультет Цюрихського університету, який закінчила в січні 1896-го, ставши першою жінкою-лікаркою в Австро-Угорщині та першою українкою Галичини, що здобула університетську медичну освіту. Тоді ж дебютувала в літературі — у першому жіночому альманаху «Перший вінок» вона під псевдо Єрина опублікувала оповідання з міського життя «Пісок. Пісок!», а також розвідку «Родинна неволя в піснях і обрядах весільних».

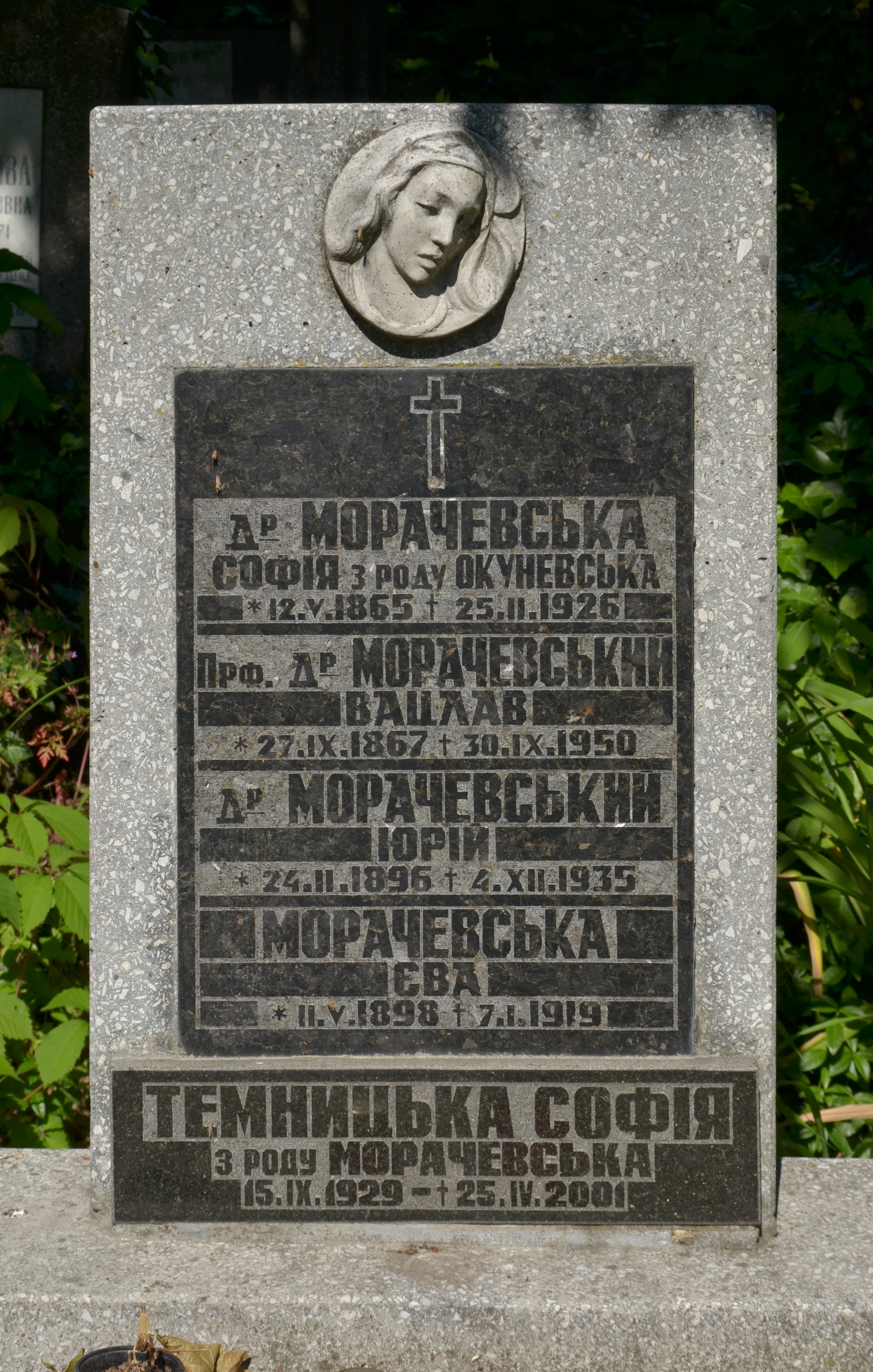
Могила Софії Окуневської

У Цюриху Софія Окуневська познайомилася зі студентом Вацлавом Морачевським, уродженцем Варшави, який мав репутацію українофіла, і у 1890 році одружилася з ним. У 1895-му під час шевченківського свята у Кракові подружжя познайомилося зі студентом Ягеллонського університету Василем Стефаником. У лютому 1896 року Окуневська-Морачевська народила сина Юрія. У цьому ж році опублікувала свою докторську дисертацію про зміни в крові під впливом анемії, здобувши докторський ступінь з медицини у Цюрихському університеті. Як писала львівська газета «Діло»: «Це перший доктор споміж українського жіноцтва, а навіть це перший доктор-жінка в колишній Австрії. Під цим оглядом випередила вона жінки-польки й жінки инших народів Австрії».
У 1898 році Окуневська-Морачевська народила доньку Єву. З 1900 року мешкала з чоловіком і працювала в Карлових Варах (Чехія). Софія Окуневська практикувала у Швейцарії, Чехії, у Львові.

### Лікарська діяльність
Незважаючи на отриманий диплом та, навіть захищену дисертацію, гідну роботу Окуневська-Морачевська знайти не могла. Її лікарський фах в Польщі не визнали: не через професійну нездатність, а тому що вона — жінка.
Лише з 1 жовтня 1903 року Окуневська-Морачевська почала практикувати у Львові, у добродійній приватній «Народній лічниці» для бідних, яку очолив її двоюрідний брат Євген Озаркевич. Персонал працював на благодійних засадах. З-поміж різних відділень Окуневська одразу обрала гінекологію і, фактично, стала першою гінекологинею в Галичині.
Вона розгорнула при «Народній лічниці» активну діяльність: уперше в Західній Україні організувала курси для сестер милосердя, потім — курси акушерок. Також вона уклала словник української медичної термінології і була співініціаторкою створення «Лікарської комісії» — першої профспілки лікарів.
Під час Першої світової війни пішла лікувати українців в австрійські табори.
По закінченню війни розлучилася з чоловіком та нарешті відкрила власну лікарську практику.
Окуневська була першим лікарем Галичини і Австро-Угорщини, хто почав використовувати променеву терапію в боротьбі з онкологією.
Софія Окуневська була дуже талановитою й ерудованою людиною, якою захоплювалися Іван Франко та Василь Стефаник. Ольга Кобилянська про неї висловилася так: «Від неї пішло мені те світло, за яким я так тужила, невиразно мріла».
Останні роки провела у Львові, де вела невелику лікарську практику. Жила в будинку навпроти Собору святого Юра, цей будинок придбав Андрей Шептицький для художника Олекси Новаківського.
Померла в лікарні від гнійного апендициту. Похована на полі № 36 Личаківського цвинтаря у Львові. Поряд із нею пізніше поховали її сина Юрія, доньку Єву, чоловіка Вацлава, внучку Софію.

## Вшанування пам'яті
У листопаді 2022 року був започаткований пластовий курінь число 2 УПЮ ім. Софії Окуневської-Морачевської у станиці Відень.
Вулиця Софії Окуневської є у місті Чернівці.
У місті Києві провулок Макаренка запропоновано перейменувати на провулок Софії Окуневської. Відповідну пропозицію підтримала комісія з найменувань при Київському міському голові, проєкт рішення винесено у квітні 2025 року на громадське обговорення на порталі «Київ Цифровий».